# Nguluhan
Nguluhan is een bestuurslaag in het regentschap Tuban van de provincie Oost-Java, Indonesië. Nguluhan telt 1909 inwoners (volkstelling 2010).